# Грановский, Анатолий Михайлович

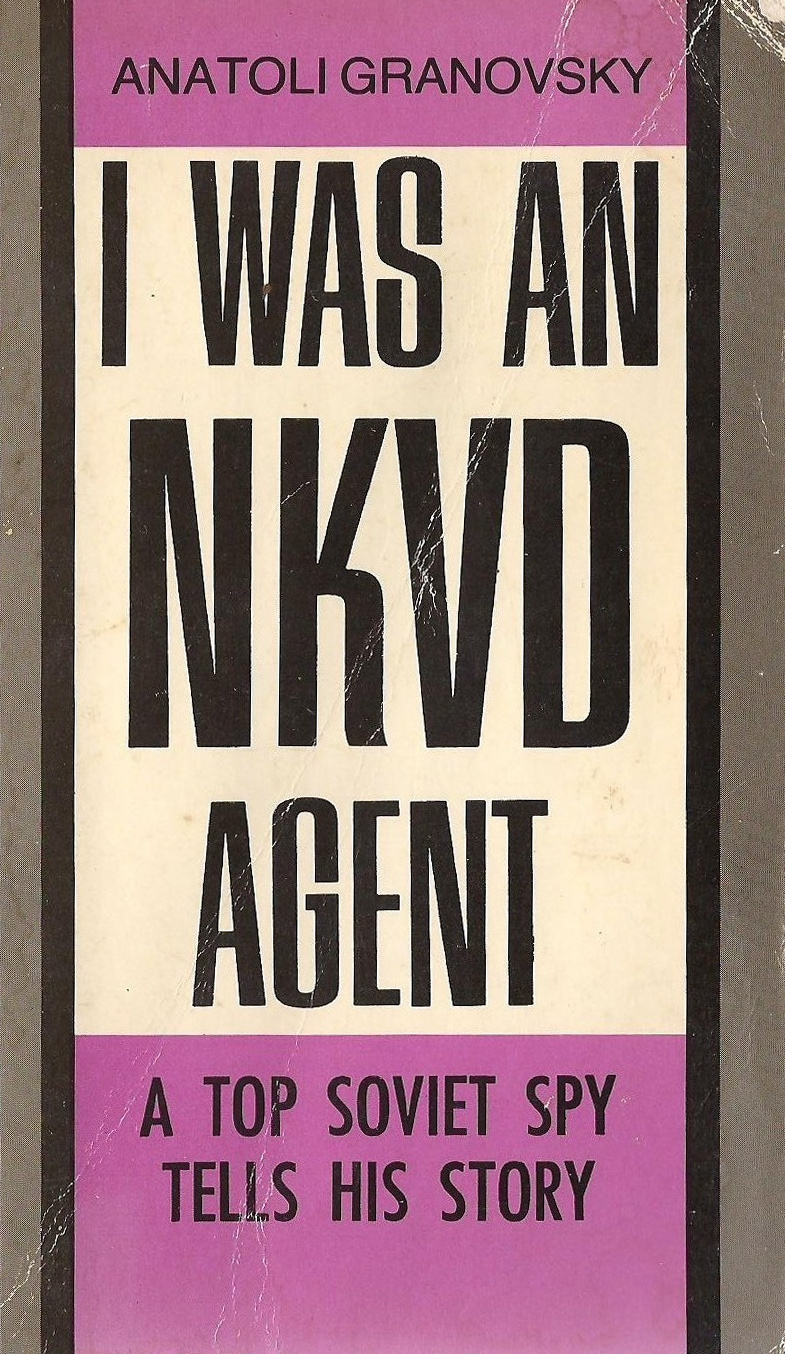
Книга А. М. Грановского

Анатолий Михайлович Грановский (1922—1974) — агент НКВД, бежавший на Запад в 1946. Является автором автобиографической книги о своей карьере в советской разведке. Сын высокопоставленного советского бюрократа (начальника Центрального управления железнодорожного строительства Народного комиссариата путей сообщения СССР), Михаила Александровича Грановского, который стал жертвой сталинских чисток конца 1930-х годов. После того как его отец был арестован НКВД 6 ноября 1937 года, а 22 августа 1938 года был расстрелян — мать, братья и сёстры Грановского жили в социальной изоляции и крайней нищете. С трудом в марте 1938 подросток нашёл работу помощником токаря. В октябре 1938 его семья переехала (вероятно, была выселена) из жилого дома, обитая с тех пор в ветхой хижине. Чтобы найти своего отца в советской системе ГУЛАГа, Грановский позволил себе быть арестованным НКВД по ложным обвинениям. В результате своей прошлой дружбы с детьми высокопоставленных бывших коллег отца, Грановский был в июле 1939 года завербован в качестве агента НКВД, чтобы шпионить на тех же знакомых.
После побега в Швецию осенью 1946 года, Грановский писал автобиографическую книгу. После обращения к военному атташе посольства США в Стокгольме американцы отказались предоставить политическое убежище. Он был арестован шведскими властями. 8 ноября 1946 года, незадолго до того, как должен был быть репатриирован советским властям, что было аналогично отправлению на казнь, ему было предоставлено убежище указом короля Густава V.